# トッピシマ
『トッピシマ』（ポルトガル語: Topíssima）は、ブラジルのテレビドラマ。レコールTVで2019年5月21日から12月9日まで放送された。

## 登場人物
ソフィア・ローレン・アレンカル
演：カミラ・ロドリゲス
アントニオ・ラモス・ゴンサルベス
演：フェリペ・クーニャ
ララ・アレンカル
演：クリスティアナ・オリベイラ
パウロ・ロベルト・メンドンサ・アレンカル
演：フロリアーノ・ペイショト
ペドロ・アルマダ
演：フェリペ・カルドーソ
マリナルバ・ラモス・ゴンサルベス
演：シルビア・ファイファー
アンドレ・メデイロス
演：シドニー・サンパイオ
オリベイラ・ソアレス
演：デニス・デル・ヴェッキオ